# Thomas-Morse MB-6
Thomas-Morse MB-6 – amerykański samolot wyścigowy zaprojektowany i zbudowany w 1921 w zakładach Thomas-Morse Aircraft na zamówienie United States Army Air Service specjalnie do wzięcia udziału w wyścigu lotniczym 1921 Pulitzer Trophy. Samolot był zmodyfikowanym myśliwcem Thomas-Morse MB-3. W zawodach MB-6 zajął drugie miejsce, w późniejszym czasie jego oznaczenie zostało zmienione na R-2.

## Tło historyczne
W 1918 zakłady Thomas-Morse Aircraft zostały poproszone o zaprojektowanie nowego myśliwca o lepszych osiągach niż ówczesne SPAD-y (SPAD S.XII, SPAD S.XIII i SPAD S.XIV). W odpowiedzi zaprojektowano samolot Thomas-Morse MB-3, który został przyjęty do służby jako podstawowy myśliwiec Armii Amerykańskiej w latach 1919-1925 (włącznie z późniejszą wersją MB-3A produkowaną przez Boeinga).
Zapoczątkowane w 1920 wyścigi lotnicze Pulitzer Trophy od początku przyciągnęły uwagę zarówno Armii, a w następnym roku także United States Navy. Wystawienie własnych samolotów do tych wyścigów było postrzegane jako część zwyczajowej rywalizacji pomiędzy Armią a Marynarką i świetna reklama. Wyścigi lotnicze były też znakomitym polem testowania nowych technologii, w powstających wówczas samolotach wyścigowych często stosowano różne nowatorskie rozwiązania i nowinki techniczne, które w późniejszym czasie były wprowadzane do powstających później myśliwców.
Pierwsze zawody Pulitzer Trophy odbyły się w 1920, wzięły w nich udział między innymi dwa myśliwce MB-3 w wersji produkcyjnej. Jeden z nich pilotowany przez kapitana Harolda Hartneya zdobył drugie miejsce. Przed wyścigiem mającym się odbyć w 1921, 24 maja tego roku Armia zamówiła trzy MB-3, w cenie 48 tysięcy dolarów każdy w specjalnej wersji wyścigowej. Zamówiono trzy samoloty, z czego jeden miał służyć tylko do testów statycznych.

## Opis konstrukcji
Thomas-Morse MB-6 był jednosilnikowym, jednomiejscowym, wyścigowym samolotem dwupłatowym. Samolot miał taką samą konstrukcję, jak MB-3, na którym bazował. W porównaniu z jego poprzednikiem miał on mniejszą rozpiętość skrzydeł (5,8 m w porównaniu z 7,9 w MB-3), krótszy o sześć cali (15,24 cm) kadłub, jego masa własna została obniżona do 2033 funtów (922 kg), a napęd stanowił 400-konny silnik Wright H-2.

## Historia
Wszystkie trzy zamówione samoloty zostały przewiezione do bazy McCook Field. Jeden z samolotów (numer seryjny 68539) został przeznaczony do testów statycznych na ziemi. Drugi (number seryjny 68537) został oblatany 21 października przez porucznika Johna Macredy’ego, ale cztery dni później został rozbity w czasie lądowania przez kapitana C. C. Moseleyego (zwycięzcę wyścigu w 1920). Ostatni MB-6, już z oznaczeniem R-2 (litera „R” w oznaczeniu pochodziła od słowa racer - wyścigowy), został przewieziony do Omahy gdzie pilotowany przez Macredy’ego zajął trzecie miejsce. W zawodach brał także udział inny samolot Thomas-Morse – MB-7, ale uległ on wypadkowi w czasie wyścigu i go nie ukończył.
Samolot został złomowany 31 października 1924.